# 星斑辛普遜鱂
星斑辛普遜鱂（学名：Simpsonichthys stellatus）為輻鰭魚綱鯉齒目鰕鱂亞目溪鱂科的其中一種，為熱帶淡水魚，分布於南美洲巴西聖弗朗西斯科河中游流域，體長可達6公分，棲息在底中層水域，生活習性不明。
其种加词“stellatus”意为“星斑的”。